# Strzegocin (województwo łódzkie)
Strzegocin – wieś w Polsce położona w województwie łódzkim, w powiecie kutnowskim, w gminie Kutno.
W latach 1975–1998 miejscowość położona była w województwie płockim.
W XIV wieku w Strzegocinie została erygowana rzymskokatolicka parafia św. Bartłomieja Apostoła i św. Wojciecha Biskupa i Męczennika.
Prywatna wieś szlachecka która od początku XVI w. wchodziła w skład zwartego klucza majątkowego rodziny Szamowskich h. Prus I.
Według rejestru zabytków Narodowego Instytutu Dziedzictwa na listę zabytków wpisane są obiekty:
- kościół parafialny pw. św. św. Bartłomieja i Wojciecha, 1866-68, nr rej.: 446 z 17.03.1978
- zespół dworski, 2 poł. XIX w., XX w., nr rej.: 452 z 31.08.1978:
  - dwór
  - park z resztą alei dojazdowej

W Strzegocinie urodził się Tadeusz Około-Kułak (1904–1933) – podporucznik rezerwy kawalerii Wojska Polskiego, kawaler Virtuti Militari.